# 傅家台（甲）遗址
傅家台(甲)遗址，位于中国青海省民和县峡口乡民主村，为青海省市县级文物保护单位，公布日期为1987年4月16日，类型为古遗址。
傅家台(甲)遗址的历史年代为仰韶文化、庙底沟文化。